# Scenopinus albicomus
Scenopinus albicomus är en tvåvingeart som beskrevs av Kelsey 1969. Scenopinus albicomus ingår i släktet Scenopinus och familjen fönsterflugor.
Artens utbredningsområde är Tunisien. Inga underarter finns listade i Catalogue of Life.